# Homoconsumentenbond
De Homoconsumentenbond (ook bekend onder de afkorting HoCoBo) is een consumentenorganisatie die zich richt op homoseksuelen. De Homoconsumentenbond is op 25 juli 2005 opgericht. Aangezien de website in 2012 niet meer online is, lijkt het erop dat deze organisatie niet meer bestaat.

## Achtergrond / geschiedenis
Mede-initiatiefnemers van de Homoconsumentenbond zijn Kees Ruyter en Eric Kollen. De Homoconsumentenbond is opgericht omdat zij van mening zijn dat de consumentenbelangen van homoseksuelen niet of onvoldoende worden behartigd door bestaande consumentenorganisaties.

## Eerste onderzoek
Bij het eerste onderzoek dat gehouden werd, werden de sfeer en voorzieningen van 28 commerciële homolocaties in Amsterdam getest. De conclusie van de Homoconsumentenbond was dat Amsterdam zijn naam als Gay Capital niet waard is.

## Verwante onderwerpen
- Consumentenbond